# Огрличасти ћук
Огрличасти ћук или индијски ћук (лат. Otus bakkamoena) врста је птице из рода Otus и породице правих сова (Strigidae) која живи на подручју јужне Азије.

## Систематика
Огрличасти ћук раније није сматран засебном врстом, већ је био део кинеског ћука (Otus lettia).

### Подврсте
До данас су званично признате четири подврсте огрличастог ћука:
- (Pennant, 1769)
- (Ticehurst, 1922)
- (Ticehurst, 1922)
- (Ticehurst, 1922)

## Етимологија
Ова сова има на горњем делу тела специфичан „оковратник” или „огрлицу” боје коже, по чему је и добила назив огрличасти ћук. Што се тиче другог српског имена, оно потиче од ареала распрострањења ове птице, пошто она примарно настањује јужну Азију и Индију.
Када је реч о латинском имену за ову сову, специјски епитет bakamuna је изведен од синхалских имена за белу кукувију (Tyto alba) и сову рибара (Ketupa zeylonensis).

## Опис
Огрличасти ћук је, иако један од највећих ћукова, мала сова просечне величине 23—25 центиметара. Горњи делови тела су му сиви или браон, зависно од морфе, са малим, једва приметним, крем тачкицама. Доњи делови тела су му крем или боје коже са танким, тамнијим пругама. Као и остали ћукови, и овај има мале ушне праменове. Фацијални диск је беличасте или боје коже, а очи су наранџасте или браон. Овај ћук има „оковратник” или „огрлицу” боје коже, по чему је и добио назив. Код ове врсте готово да не постоји сексуални диморфизам, тако да су полови прилично слични по изгледу. Лет огрличастог ћука је валовит.

### Сличне врсте
Индијски ћук је веома сличан незнатно већем и миграторном кинеском ћуку (Otus lettia), као и источном, односно усурском ћуку (Otus sunia), а ове врсте се међусобно могу разликовати по боји очију и оглашавању.

## Распрострањеност и станиште
Ова сова настањује подручје од источне Арабије, преко Индијског потконтинента, изузев крајњег севера истог, источно кроз већи део Југоисточне Азије све до Индонезије. Станарица је и углавном живи у шумама или другим шумовитим подручјима са великим бројем дрвећа.

## Исхрана
Храни се углавном зглавкарима, првенствено правокрилцима, од којих најчешће конзумира скакавце и зрикавце, термитима, тврдокрилцима, опнокрилцима и бубашвабама. Поред тога, на менију јој се могу наћи вилински коњици, гуштери и мање птице, а забележено је да се хранила и пужевима, мишевима, лептирима и двокрилцима.

## Понашање
Индијски ћук је ноћна птица, док дан проводи на свом одмаралишту, где га је тешко уочити због веома добре камуфлаже. Мада, упркос томе, друге мале птице га могу повремено пронаћи и узнемиравати док је на свом одмаралишту, на грани неког дрвета. Оглашава се меким једносложним „хуук”. Гнезди се у шупљинама у дрвећу, где женка полаже 3—5 јаја.

## Демографија и популације
Премда глобална популација огрличастог ћука није квантификована, врста је широко распрострањена и локално честа, тако да се на -овој листи налази на списку врста обележених као „последња брига”.

## Галерија
- Браон морфа огрличастог ћука
- Сива морфа огрличастог ћука
- Валпараи, Индија
- Индијски ћук током ноћи
- Одмара на грани током дана (Баратпур)
- Женка (лево) и мужјак (десно)
- Огрличасти ћукови испред своје шупљине у дрвету, национални парк Рантамбор
- Национални парк Рантамбор